# Derby Center
Derby Center ist ein Village in der Town Derby im Orleans County des Bundesstaates Vermont in den Vereinigten Staaten mit 635 Einwohnern (laut Volkszählung von 2020). Derby Center liegt zentral in der Town Derby von der es politisch und verwaltungstechnisch abhängig ist. Im Süden wird die Fläche des Villages vom Clyde River begrenzt, im Osten grenzt der Lake Derby und im Westen die Interstate 91 an.

## Geschichte
Ausgerufen wurde der Grant für Derby durch die Vermont Republic am 29. Oktober 1779. Dieses Datum wurde im Dokument zurückdatiert, denn eigentlich wurde er erst 1788 ausgerufen.
Mit eigenständigen Rechten wurde das Village Derby Center wie auch das andere eigenständige Village in Derby Derby Line im Jahr 1891 versehen. Besiedelt wurde es bereits 1795 im Zuge der Erstbesiedlung der Town.
Die Schulklassen 7 und 8 werden in der North Country Union Junior High School in Derby Center angeboten. Die Derby Elementary School befindet sich in Derby Line.

### Einwohnerentwicklung
| Jahr      | 1900 | 1910 | 1920 | 1930 | 1940 | 1950 | 1960 | 1970 | 1980 | 1990 |
| --------- | ---- | ---- | ---- | ---- | ---- | ---- | ---- | ---- | ---- | ---- |
| Einwohner | 297  | 316  | 292  | 300  | 346  | 383  | 433  | 547  | 598  | 684  |
| Jahr      | 2000 | 2010 | 2020 | 2030 | 2040 | 2050 | 2060 | 2070 | 2080 | 2090 |
| Einwohner | 670  | 597  | 635  |      |      |      |      |      |      |      |

Volkszählungsergebnisse Derby Center, Vermont